# Pričvrsnica
Pričvrsnica (centromera) je mjesto gdje su eukariotski kromosomi suženi. Dio je kromosoma. Služe kao mjesta za koja se prihvate niti diobenog vretena za vrijeme mitoze, te za povezivanja dviju sestrinskih kromatida. U anafazi se odvajaju sestrinske kromatide u na mjestu pričvrsnice. To se zbiva tako što se kromosomska pričvrsnica podijeli.
Kromosom koji ima pričvrsnicu na svom kraju nazivamo telocentričnim, onaj kojem je pričvrsnica na sredini je metacentrični. Postoje još submetacentrični kromosomi, akrocentrični, subtelocentrični i holocentrični kromosomi.
Jedan od uvjeta da bi par kromosoma bio homologan je da moraju imati pričvrsnicu na istome mjestu.